# Inti-Illimani interpreta a Víctor Jara
Inti-Illimani interpreta a Víctor Jara, también conocido en inglés como Inti-Illimani performs Victor Jara, es un álbum tributo de la banda Inti-Illimani al cantautor chileno chileno Víctor Jara. Es el trigésimo primer álbum de estudio de la agrupación, lanzado por los sellos discográficos WEA y EMI, y publicado originalmente en 1999.
La mayoría de las canciones corresponden a versiones de Víctor Jara. Sin embargo, «Canción a Víctor» y «Canto de las estrellas» son creaciones de integrantes de Inti-Illimani. La canción «Las siete rejas», por su parte, está interpretada en conjunto con Víctor Jara. Las dos canciones siguientes están grabadas en vivo, y la siguiente, finalizando el disco, corresponde a una versión orquestada. En la cubierta del álbum figura una foto en blanco y negro de Víctor Jara sentado en la vereda de una calle. En el relanzamiento de 2002 del álbum por parte del sello WEA, se omitió en ella el nombre del álbum, además de quitarse la versión en vivo de «El arado».
El nombre original del álbum en la versión de 1999 estaba en inglés, pero en 2000 se tradujo al castellano en un relanzamiento de EMI.

## Lista de canciones
Todas las canciones están compuestas por Víctor Jara, salvo que se indique lo contrario.

| Inti-Illimani interpreta a Víctor Jara |                                     |                               |          |  |
| N.º                                    | Título                              | Escritor(es)                  | Duración |  |
| 1.                                     | «La partida»                        | Víctor Jara                   | 3:34     |  |
| 2.                                     | «El aparecido»                      | Víctor Jara                   | 3:36     |  |
| 3.                                     | «El arado»                          | Víctor Jara                   | 4:52     |  |
| 4.                                     | «Charagua» (o «Danza nº5»)          | Víctor Jara                   | 2:47     |  |
| 5.                                     | «Vientos del pueblo»                | Víctor Jara                   | 3:14     |  |
| 6.                                     | «Cai Cai Vilú»                      | Víctor Jara                   | 2:59     |  |
| 7.                                     | «Luchín»                            | Víctor Jara                   | 3:01     |  |
| 8.                                     | «A Luis Emilio Recabarren»          | Víctor Jara                   | 2:33     |  |
| 9.                                     | «Angelita Huenumán»                 | Víctor Jara                   | 3:11     |  |
| 10.                                    | «Canción a Víctor»                  | Jorge Coulón, Horacio Salinas | 3:14     |  |
| 11.                                    | «Canto de las estrellas»            | Moisés Chaparro, José Seves   | 4:54     |  |
| 12.                                    | «Las siete rejas» (con Víctor Jara) | Víctor Jara                   | 3:27     |  |
| 13.                                    | «La partida» (en vivo)              | Víctor Jara                   | 3:50     |  |
| 14.                                    | «El arado*» (en vivo)               | Víctor Jara                   | 3:55     |  |
| 15.                                    | «El aparecido» (con orquesta)       | Víctor Jara                   | 3:55     |  |
| 53:02                                  |                                     |                               |          |  |

*: Esta canción no aparece en algunas versiones del disco.